# Iván Zamorano
Iván Luis Zamorano Zamora (sinh 18 tháng 1 năm 1967 tại Santiago) là một tiền đạo bóng đá người Chile. Ông từng chơi cho một số câu lạc bộ ở Tây Ban Nha như Sevilla và Real Madrid C.F. và thành công nhất là ở câu lạc bộ Inter Milan của Ý. Ivan vô địch La liga mùa bóng 94-95 và cũng là vua phá lưới của giải ở mùa bóng này. Ông cũng từng đoạt cúp UEFA với Inter Milan. Ông là thành viên của đội tuyển Chile tham dự giải vô địch bóng đá thế giới 1998 được tổ chức ở Pháp. Năm 2004, ông được bầu chọn vào danh sách 125 cầu thủ vĩ đại còn sống của bóng đá thế giới nhân dịp kỷ niệm 100 năm thành lập FIFA.

## Đội tuyển quốc gia
Ông đã khoác áo đội tuyển quốc gia 69 lần và ghi 34 bàn thắng. Ông lần đầu xuất hiện ở đội tuyển vào ngày 19-6-1987 khi 20 tuổi trong trận gặp giao hữu với Peru và giành thắng lợi 3-1. Ông chơi cả bốn trận của Chi lê ở WC 98 và góp công trong bàn thắng của Marcelo Salas. Ông cũng tham gia Olympic 2000 cùng đội tuyển và giành giải 3 và là vua phá lưới với 6 bàn thắng. Trận đấu quốc tế cuối cùng của ông vào ngày 1-9-2001 trong trận giao hữu với Pháp và giành thắng lợi với tỉ số 2-1.

## Danh hiệu

### Club
Trasandino
- Segunda División de Chile: 1985

Cobresal
- Copa Chile: 1987

Real Madrid
- Cúp nhà vua Tây Ban Nha: 1993
- Siêu cúp Tây Ban Nha: 1993
- La Liga: 1994–95

Inter Milan
- UEFA Cup: 1997–98

Club América
- Mexican Primera División: Verano 2002

### Quốc tế
Chile
- Huy chương Đồng Olympic: 2000

### Cá nhân
- Cầu thủ nước ngoài xuất sắc nhất Swiss Super League: 1989–90
- EFE Trophy: 1992–93, 1994–95
- Pichichi: 1994–95
- Cầu thủ nước ngoài xuất sắc nhất La Liga: 1994-95
- European Sports Media Team of the Year (1): 1994-95
- Vua phá lưới Olympic 2000
- FIFA 100
- Top 250 cầu thủ nam xuất sắc nhất lịch sử bóng đá (The Football History Boys Top 250 Players of All-Time) #249 [1]